# Марко Васиљевић
Марко Васиљевић (Врбас, 10. новембар 1991) српски је позоришни, телевизијски и филмски глумац.

## Биографија
Рођен је у Врбасу 1991. године. Почео је да се бави говорништвом у Драмско-рецитаторском студију у Културном центру Врбаса. Добио је прву награду на Смотри рецитатора Песниче народа мог, ментор Весна Дринчић Ђилас.
Глуму је дипломирао 2014. године на Академији уметности Универзитета у Новом Саду, у класи професорке Јасне Ђуричић. Завршио је мастер студије у класи професора Хариса Пашовића.

## Филмографија
| Год.         | Назив                              | Улога                               |
| ------------ | ---------------------------------- | ----------------------------------- |
| 2010-те      |                                    |                                     |
| 2014.        | Стазе (кратки филм)                |                                     |
| 2016.        | Сувозачи (кратки филм)             | Лука                                |
| 2016.        | Најтоплији дани лета (кратки филм) |                                     |
| 2017.        | Заспанка за војнике                | Стеван Јаковљевић                   |
| 2018 — 2025. | Убице мог оца                      | инспектор/начелник Горан Драгојевић |
| 2018.        | Не играј на Енглезе                |                                     |
| 2020-те      |                                    |                                     |
| 2021.        | Мора Бора                          | Милош                               |
| 2021.        | Грозна деца                        | Пеца                                |
| 2021 — 2024. | Тајне винове лозе                  | Марко Смиљанић                      |
| 2021 — 2022. | Бранилац                           | Драган Најдановић/инспектор Миле    |
| 2022.        | Хероји радничке класе              | полицајац на градилишту             |
| 2022.        | Фитнес Џим                         | Тренер                              |
| 2022.        | Да ли сте видели ову жену?         |                                     |
| 2022.        | Сложна браћа: Новогодишњи специјал | инспектор Горан                     |
| 2024.        | Рингишпил (ТВ серија)              | Ђорђе                               |

## Позоришне улоге
| Позориште                    | Представа                                     | Улога            |
| ---------------------------- | --------------------------------------------- | ---------------- |
| Народно позориште (Суботица) | Сакати Били са Инишмана                       |                  |
| Народно позориште (Суботица) | Радничка хроника                              |                  |
| Народно позориште (Суботица) | Конопац                                       |                  |
| Народно позориште (Суботица) | Укроћена горопад                              |                  |
| Позориште младих             | Драга Јелена Сергејевна                       |                  |
| EastWest центар Сарајево     | За шта бисте дали свој живот                  |                  |
| Културни центар Фабрика      | Трамвај звани жеља                            |                  |
| Културни центар Фабрика      | Everyman                                      |                  |
| Народно позориште (Суботица) | Лоша копија живота                            | Гари             |
| Српско народно позориште     | Ивона, кнегиња Бургундска                     | Цирил / Ципријан |
| Српско народно позориште     | Сакати Били са Инишмана (дипломска представа) | Били             |
| Српско народно позориште     | Road                                          | професор         |
| Хартефакт                    | Било би штета да биљке крепају                |                  |